# 37e armée (Japon)
La 37e armée (第37軍, Dai-sanjyūnana gun) est une armée de l'Armée impériale japonaise créé en 1942.

## Histoire

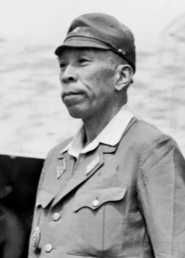
Masao Baba, commandant de la 37e armée, en 1945.

La 37e armée japonaise est formée sous le nom d'« armée de défense de Bornéo » le 11 avril 1942 au sein du groupe d'armées expéditionnaire japonais du Sud après l'invasion japonaise et le début de l'occupation des protectorats britanniques de Sarawak, de Brunei, et de Bornéo du Nord sur l'île de Bornéo.
Le 12 septembre 1944, dans l'éventualité de possibles débarquements alliés pour reprendre les anciens territoires coloniaux en Asie du Sud-Est, le groupe d'armées expéditionnaire du Sud est réorganisé et l'« armée de défense de Bornéo » est renommée « 37e armée ».
La 37e armée japonaise est en sous-effectif et trop peu équipée car la majeure partie de son équipement et de ses unités expérimentées sont envoyées vers les zones critiques du Pacifique. Toutefois, elle résiste farouchement aux débarquements de troupes australiennes durant la campagne de Bornéo de 1945, particulièrement à la bataille de Bornéo du Nord et l'opération Oboe Six.
La 37e armée japonaise est démobilisée lors de la reddition du Japon le 15 août 1945 à Kuching.

## Liste des commandants

### Officiers commandants
| Date de début    | Date de fin       | Officiers commandants         |
| ---------------- | ----------------- | ----------------------------- |
| 11 avril 1942    | 5 septembre 1942  | Général Toshinari Maeda       |
| 5 septembre 1942 | 22 septembre 1944 | Général Masataka Yamawaki     |
| 26 décembre 1944 | septembre 1945    | Lieutenant-général Masao Baba |

### Chef d'état-major
| Date de début    | Date de fin       | Officiers commandants             |
| ---------------- | ----------------- | --------------------------------- |
| 11 avril 1942    | 5 septembre 1942  | Major-général Satoshi Makoto      |
| 5 septembre 1942 | 22 septembre 1944 | Lieutenant-général Keishin Managi |
| 26 décembre 1944 | septembre 1945    | Major-général Shigeru Kuroda      |